# Hydroglyphus incognitus
Hydroglyphus incognitus är en skalbaggsart som beskrevs av Olof Biström 1986. Hydroglyphus incognitus ingår i släktet Hydroglyphus och familjen dykare. Inga underarter finns listade i Catalogue of Life.